# Sân vận động Allegiant
Sân vận động Allegiant (tiếng Anh: Allegiant Stadium) là một sân vận động dạng vòm nằm ở Paradise, Nevada, Hoa Kỳ. Đây là sân nhà của Las Vegas Raiders thuộc National Football League và đội bóng bầu dục đại học Rebels của Đại học Nevada, Las Vegas (UNLV). Đây cũng là nơi tổ chức các trận đấu Las Vegas Bowl và Vegas Kickoff Classic. Sân dự kiến sẽ tổ chức Super Bowl LVIII vào tháng 2 năm 2024. Sân nằm trên khu đất rộng khoảng 62 mẫu Anh (25 ha) ở phía Tây của Mandalay Bay tại Đường Russell và Đại lộ Hacienda, giữa Đại lộ Polaris và Dean Martin Drive, ngay phía tây của Xa lộ Liên tiểu bang 15. Với chi phí xây dựng là 1,9 tỷ USD, đây là sân vận động đắt thứ hai trên thế giới. Công việc xây dựng sân vận động được bắt đầu vào ngày 13 tháng 11 năm 2017, và sân được khánh thành vào ngày 31 tháng 7 năm 2020.